# World Games 2017/Teilnehmer (Portugal)
| Gelbes Symbol für Goldmedaillen mit stilisierten Olympischen Ringen | Graues Symbol für Silbermedaillen mit stilisierten Olympischen Ringen | Braundes Symbol für Bronzemedaillen mit stilisierten Olympischen Ringen |
| ------------------------------------------------------------------- | --------------------------------------------------------------------- | ----------------------------------------------------------------------- |
| —                                                                   | —                                                                     | 3                                                                       |

Portugal nahm in Breslau an den World Games 2017 teil. Die portugiesische Delegation bestand aus 21 Athleten.

## Medaillengewinner

### Bronze
| Name                     | Sportart           | Wettkampf     |
| ------------------------ | ------------------ | ------------- |
| Ana Nair Marques Dias    | Jiu Jitsu          | 55 kg Ne-Waza |
| Diogo Carvalho Costa     | Trampolinturnen    | Doppelmini    |
| Mariana Souto Jose Souto | Rollschuhkunstlauf | Tanz          |

## Teilnehmer nach Sportarten

### Akrobatik
| Athleten                   | Wettbewerb | Qualifikation | Qualifikation | Finale | Finale | Rang |
| Athleten                   | Wettbewerb | Punkte        | Rang          | Punkte | Rang   | Rang |
| -------------------------- | ---------- | ------------- | ------------- | ------ | ------ | ---- |
| Mixed                      |            |               |               |        |        |      |
| Joao Martins Carolina Dias | Paar       | 56.990        | 2             | 28.700 | 4      | 4    |

### Inline-Speedskating

#### Bahn
| Athleten        | Wettbewerb           | Qualifikation | Qualifikation | Viertelfinale | Viertelfinale | Halbfinale    | Halbfinale    | Finale        | Finale        | Rang          |
| Athleten        | Wettbewerb           | Zeit          | Rang          | Zeit          | Rang          | Zeit          | Rang          | Zeit/Punkte   | Rang          | Rang          |
| --------------- | -------------------- | ------------- | ------------- | ------------- | ------------- | ------------- | ------------- | ------------- | ------------- | ------------- |
| Männer          |                      |               |               |               |               |               |               |               |               |               |
| Diogo Marreiros | 300 m Zeitfahren     | 25,733 s      | 9             | –             | –             | –             | –             | 25,667 s      | 9             | 9             |
| Martyn Dias     | 500 m Sprint         | –             | –             | 42,817 s      | 3             | ausgeschieden | ausgeschieden | ausgeschieden | ausgeschieden | ausgeschieden |
| Diogo Marreiros | 500 m Sprint         | –             | –             | 42,993 s      | 3             | ausgeschieden | ausgeschieden | ausgeschieden | ausgeschieden | ausgeschieden |
| Martyn Dias     | 1000 m Sprint        | –             | –             | 1:25,012 min  | 17            | ausgeschieden | ausgeschieden | ausgeschieden | ausgeschieden | ausgeschieden |
| Diogo Marreiros | 1000 m Sprint        | –             | –             | 1:23,522 min  | 10            | 1:22,626 min  | 8             | 1:24,851 min  | 5             | 5             |
| Martyn Dias     | 10000 m Punkterennen | –             | –             | –             | –             | –             | –             | ausgeschieden | ausgeschieden | ausgeschieden |
| Diogo Marreiros | 10000 m Punkterennen | –             | –             | –             | –             | –             | –             | 0 Punkte      | 10            | 10            |
| Martyn Dias     | 15000 m Rennen       | –             | –             | –             | –             | –             | –             | ausgeschieden | ausgeschieden | ausgeschieden |
| Diogo Marreiros | 15000 m Rennen       | –             | –             | –             | –             | –             | –             | ausgeschieden | ausgeschieden | ausgeschieden |

#### Straße
| Athleten        | Wettbewerb           | Qualifikation    | Qualifikation    | Viertelfinale    | Viertelfinale    | Halbfinale       | Halbfinale       | Finale           | Finale           | Rang             |
| Athleten        | Wettbewerb           | Zeit             | Rang             | Zeit             | Rang             | Zeit             | Rang             | Zeit/Punkte      | Rang             | Rang             |
| --------------- | -------------------- | ---------------- | ---------------- | ---------------- | ---------------- | ---------------- | ---------------- | ---------------- | ---------------- | ---------------- |
| Männer          |                      |                  |                  |                  |                  |                  |                  |                  |                  |                  |
| Martyn Dias     | 200 m Zeitfahren     | nicht angetreten | nicht angetreten | nicht angetreten | nicht angetreten | nicht angetreten | nicht angetreten | nicht angetreten | nicht angetreten | nicht angetreten |
| Diogo Marreiros | 200 m Zeitfahren     | nicht angetreten | nicht angetreten | nicht angetreten | nicht angetreten | nicht angetreten | nicht angetreten | nicht angetreten | nicht angetreten | nicht angetreten |
| Martyn Dias     | 500 m Sprint         | 47,058 s         | 1                | 45,220           | 3                | ausgeschieden    | ausgeschieden    | ausgeschieden    | ausgeschieden    | ausgeschieden    |
| Diogo Marreiros | 500 m Sprint         | 44,606 s         | 2                | 43,813 s         | 4                | ausgeschieden    | ausgeschieden    | ausgeschieden    | ausgeschieden    | ausgeschieden    |
| Martyn Dias     | 10000 m Punkterennen | –                | –                | –                | –                | –                | –                | ausgeschieden    | ausgeschieden    | ausgeschieden    |
| Diogo Marreiros | 10000 m Punkterennen | –                | –                | –                | –                | –                | –                | ausgeschieden    | ausgeschieden    | ausgeschieden    |
| Martyn Dias     | 20000 m Rennen       | –                | –                | –                | –                | –                | –                | ausgeschieden    | ausgeschieden    | ausgeschieden    |
| Diogo Marreiros | 20000 m Rennen       | –                | –                | –                | –                | –                | –                | ausgeschieden    | ausgeschieden    | ausgeschieden    |

### Jiu Jitsu
| Athleten              | Wettbewerb    | Vorrunde           | Vorrunde | Vorrunde       | Vorrunde | Viertelfinale  | Viertelfinale | Halbfinale          | Halbfinale    | Finale / Platz 3 | Finale / Platz 3 | Rang          |
| Athleten              | Wettbewerb    | Gegner             | Ergebnis | Gegner         | Ergebnis | Gegner         | Ergebnis      | Gegner              | Ergebnis      | Gegner           | Ergebnis         | Rang          |
| --------------------- | ------------- | ------------------ | -------- | -------------- | -------- | -------------- | ------------- | ------------------- | ------------- | ---------------- | ---------------- | ------------- |
| Frauen                |               |                    |          |                |          |                |               |                     |               |                  |                  |               |
| Ana Nair Marques Dias | 55 kg Ne-Waza | Jessica Scricciolo | 100:0    | Sandra Pedraza | 4:0      | –              | –             | Bayarmaa Munkhgerel | 0:100         | Sandra Pedraza   | 100:2            | Bronze        |
| Ana Nair Marques Dias | Open Ne-Waza  | –                  | –        | –              | –        | Claude Lalande | 0:50          | ausgeschieden       | ausgeschieden | ausgeschieden    | ausgeschieden    | ausgeschieden |

### Muay Thai
| Athleten     | Wettbewerb | Viertelfinale  | Viertelfinale | Halbfinale    | Halbfinale    | Finale        | Finale        | Rang          |
| Athleten     | Wettbewerb | Gegner         | Ergebnis      | Gegner        | Ergebnis      | Gegner        | Ergebnis      | Rang          |
| ------------ | ---------- | -------------- | ------------- | ------------- | ------------- | ------------- | ------------- | ------------- |
| Frauen       |            |                |               |               |               |               |               |               |
| Maria Lobo   | 54 kg      | Sofia Olofsson | 27:30         | ausgeschieden | ausgeschieden | ausgeschieden | ausgeschieden | ausgeschieden |
| Männer       |            |                |               |               |               |               |               |               |
| Diogo Calado | 75 kg      | Vital Hurkou   | 28:29         | ausgeschieden | ausgeschieden | ausgeschieden | ausgeschieden | ausgeschieden |

### Rollschuhkunstlauf
| Athleten                 | Wettbewerb | Short Programm / Style Dance | Short Programm / Style Dance | Long Programm / Free Dance | Long Programm / Free Dance | Rang   |
| Athleten                 | Wettbewerb | Punkte                       | Platz                        | Punkte                     | Platz                      | Rang   |
| ------------------------ | ---------- | ---------------------------- | ---------------------------- | -------------------------- | -------------------------- | ------ |
| Männer                   |            |                              |                              |                            |                            |        |
| Sebastiao Oliveira       | Frei       | 84.700                       | 3                            | 320.800                    | 5                          | 5      |
| Frauen                   |            |                              |                              |                            |                            |        |
| Daniela Sardinha         | Frei       | 78.800                       | 5                            | 302.000                    | 5                          | 5      |
| Mixed                    |            |                              |                              |                            |                            |        |
| Mariana Souto Jose Souto | Tanz       | 90.400                       | 2                            | 183.300                    | 3                          | Bronze |

### Tanzen

#### Latein Tänze
| Athleten                     | 1. Runde | 1. Runde    | 1. Runde | 1. Runde   | 1. Runde | Redance | Redance     | Redance | Redance    | Redance | Halbfinale | Halbfinale  | Halbfinale | Halbfinale | Halbfinale | Finale        | Finale        | Finale        | Finale        | Finale        | Rang |
| Athleten                     | Samba    | Cha Cha Cha | Rumba    | Paso Doble | Jive     | Samba   | Cha Cha Cha | Rumba   | Paso Doble | Jive    | Samba      | Cha Cha Cha | Rumba      | Paso Doble | Jive       | Samba         | Cha Cha Cha   | Rumba         | Paso Doble    | Jive          | Rang |
| ---------------------------- | -------- | ----------- | -------- | ---------- | -------- | ------- | ----------- | ------- | ---------- | ------- | ---------- | ----------- | ---------- | ---------- | ---------- | ------------- | ------------- | ------------- | ------------- | ------------- | ---- |
| Paar                         |          |             |          |            |          |         |             |         |            |         |            |             |            |            |            |               |               |               |               |               |      |
| Vanessa Ferrao Telmo Madeira | 15       | 15          | 14       | 16         | 14       | 3       | 5           | 2       | 2          | 3       | 15         | 15          | 12         | 12         | 12         | ausgeschieden | ausgeschieden | ausgeschieden | ausgeschieden | ausgeschieden | 14   |

### Trampolinturnen
| Athleten                        | Wettbewerb       | Qualifikation | Qualifikation | Finale        | Finale        | Rang          |
| Athleten                        | Wettbewerb       | Ergebnis      | Rang          | Ergebnis      | Rang          | Rang          |
| ------------------------------- | ---------------- | ------------- | ------------- | ------------- | ------------- | ------------- |
| Männer                          |                  |               |               |               |               |               |
| Diogo Ganchinho Diogo Abreu     | Synchronspringen | 91.350        | 3             | 4.950         | 8             | 8             |
| Diogo Carvalho Costa            | Doppelmini       | 60.500        | 9             | 73.100        | 3             | Bronze        |
| Joao Saraiva                    | Tumbling         | 61.500        | 10            | ausgeschieden | ausgeschieden | ausgeschieden |
| Frauen                          |                  |               |               |               |               |               |
| Nicole Pacheco Mariana Carvalho | Synchronspringen | 82.750        | 8             | 13.600        | 7             | 7             |
| Ines Martins                    | Doppelmini       | 62.700        | 8             | 67.700        | 8             | 8             |

### Wasserski
| Athleten        | Wettbewerb          | Viertelfinale | Viertelfinale | Letzte Chance Viertelfinale | Letzte Chance Viertelfinale | Halbfinale    | Halbfinale    | Finale        | Finale        | Rang |
| Athleten        | Wettbewerb          | Ergebnis      | Rang          | Ergebnis                    | Rang                        | Ergebnis      | Rang          | Ergebnis      | Rang          | Rang |
| --------------- | ------------------- | ------------- | ------------- | --------------------------- | --------------------------- | ------------- | ------------- | ------------- | ------------- | ---- |
| Männer          |                     |               |               |                             |                             |               |               |               |               |      |
| Branco Bernardo | Wakeboard Freestyle | 34,67         | 15            | 37,89                       | 5                           | ausgeschieden | ausgeschieden | ausgeschieden | ausgeschieden | 16   |